# Tripogandra serrulata
Tripogandra serrulata là một loài thực vật có hoa trong họ Commelinaceae. Loài này được (Vahl) Handlos miêu tả khoa học đầu tiên năm 1970.